# Loïc Lapoussin
Loïc Lapoussin (Rosny-sous-Bois, Francia, 27 de marzo de 1996) es un futbolista malgache que juega de centrocampista en el Sint-Truidense de la Primera División de Bélgica.

## Trayectoria
El 27 de julio de 2018, en la primera jornada de la temporada 2018-19, debutó en la Ligue 2 con el Red Star F. C. en una derrota en casa por 2-1 ante el Chamois Niortais F. C.
En el verano de 2019 se incorporó a un equipo de la Segunda División de Bélgica, el Excelsior Virton.
Después de que se le relacionara con el K Beerschot VA y el Royal Charleroi S. C., se trasladó al Royale Union Saint-Gilloise, también de la Segunda División de Bélgica, en julio de 2020.

## Selección nacional
Nació en Francia y es de ascendencia malgache. Debutó con la selección nacional de Madagascar en una derrota por 2-1 en la clasificación para la Copa Africana de Naciones de 2021 ante Costa de Marfil el 12 de noviembre de 2020.

## Estadísticas

### Clubes
Actualizado al último partido disputado el 2 de noviembre de 2024.
| Club                               | Div.          | Temporada     | Liga  | Liga  | Copas nacionales | Copas nacionales | Copas internacionales | Copas internacionales | Total | Total |
| Club                               | Div.          | Temporada     | Part. | Goles | Part.            | Goles            | Part.                 | Goles                 | Part. | Goles |
| ---------------------------------- | ------------- | ------------- | ----- | ----- | ---------------- | ---------------- | --------------------- | --------------------- | ----- | ----- |
| U. S. Creteil-Lusitanos II Francia | 5.ª           | 2016-17       | 22    | 2     | ―                | ―                | ―                     | ―                     | 22    | 2     |
| U. S. Creteil-Lusitanos II Francia | Total club    | Total club    | 22    | 2     | 0                | 0                | 0                     | 0                     | 22    | 2     |
| Red Star F. C. Francia             | 3.ª           | 2017-18       | 21    | 1     | 3                | 0                | ―                     | ―                     | 24    | 1     |
| Red Star F. C. Francia             | 2.ª           | 2018-19       | 23    | 1     | 2                | 1                | ―                     | ―                     | 25    | 2     |
| Red Star F. C. Francia             | Total club    | Total club    | 44    | 2     | 5                | 1                | 0                     | 0                     | 49    | 3     |
| Excelsior Virton · Bélgica         | 2.ª           | 2019-20       | 26    | 5     | 1                | 0                | ―                     | ―                     | 27    | 5     |
| Excelsior Virton · Bélgica         | Total club    | Total club    | 26    | 5     | 1                | 0                | 0                     | 0                     | 27    | 5     |
| Union Saint-Gilloise · Bélgica     | 2.ª           | 2020-21       | 21    | 2     | 3                | 1                | ―                     | ―                     | 24    | 3     |
| Union Saint-Gilloise · Bélgica     | 1.ª           | 2021-22       | 38    | 2     | 0                | 0                | ―                     | ―                     | 38    | 2     |
| Union Saint-Gilloise · Bélgica     | 1.ª           | 2022-23       | 38    | 3     | 4                | 0                | 12                    | 1                     | 54    | 4     |
| Union Saint-Gilloise · Bélgica     | 1.ª           | 2023-24       | 31    | 5     | 5                | 1                | 12                    | 0                     | 48    | 6     |
| Union Saint-Gilloise · Bélgica     | 1.ª           | 2024-25       | 1     | 0     | 1                | 0                | 0                     | 0                     | 2     | 0     |
| Union Saint-Gilloise · Bélgica     | Total club    | Total club    | 129   | 12    | 14               | 2                | 24                    | 1                     | 167   | 15    |
| Total carrera                      | Total carrera | Total carrera | 221   | 21    | 19               | 3                | 24                    | 1                     | 264   | 25    |

## Palmarés

### Títulos nacionales
| Título               | Club                 | País    | Año  |
| -------------------- | -------------------- | ------- | ---- |
| Copa de Bélgica      | Union Saint-Gilloise | Bélgica | 2024 |
| Supercopa de Bélgica | Union Saint-Gilloise | Bélgica | 2024 |